# ظفر ذاکر
ظفر ذاکر (زاده ۱۷ بهمن ۱۳۶۸ در خرم‌آباد) عضو تیم ملی پارا دو و میدانی اهل ایران است. وی در رشته پرتاب نیزه و پرتاب وزنه موفق به کسب دو مدال نقره در مسابقات بازی‌های پاراآسیایی ۲۰۲۲ هانگژو چین شده‌است.

## افتخارات
- کسب مدال نقره پرتاب وزنه مسابقات پارالمپیک پاریس در سال ۲۰۲۴.
- کسب دو مدال نقره پرتاب نیزه و پرتاپ وزنه بازی‌های پاراآسیایی هانگژو در سال ۲۰۲۲.[۸][۹]
- کسب مدال نقره پرتاب وزنه در مسابقات جهانی فزاع امارات در سال ۲۰۱۸.[۱۰][۱۱]
- کسب پنج مدال طلای پیاپی قهرمانی کشور در پرتاب نیزه و پرتاپ وزنه از سال ۱۳۹۷ تا ۱۴۰۲.[۱۲]

## سوابق پژوهشی
- پژوهشگر در رشته مهندسی عمران و دارای چند مقاله معتبر isi در زمینه شبیه‌سازی و نانو.[۱۳][۱۴]